# Deepolis
Deepolis – trójwymiarowa gra przeglądarkowa firmy Bigpoint, wyprodukowana w 2008. Gra dostępna jest na całym świecie w 20 językach (stan na listopad 2009).
Gra wygrała nagrodę „Red Dot Design Award” (Communication Design) w 2009 roku w kategorii "Digital Games" (pol. Gry cyfrowe).
Gra Deepolis została nominowana do nagrody Niemieckiej Nagrody Developera w kategorii „Najlepsza gra na przeglądarkę 2009” oraz do nagrody KGC Award 2009.

## Rozgrywka
W Deepolis gracz wciela się w wirtualnego podwodnego admirała, którego jednym z głównym zadań jest zatapianie statków kierowanych przez komputer (NPC) oraz innych graczy, przez co zbiera punkty doświadczenia oraz rozwiązuje zadania, tzw. misje. Gracz, zbierając punkty doświadczania, wspina się na coraz wyższe poziomy. Gracz kieruje swoją łodzią podwodną w trójwymiarowym oceanie, to znaczy: poziomo, pionowo i w głąb oceanu.
Gracze organizują się w klanach, dzięki czemu łatwiej jest im przetrwać i rozwiązywać zadania. Gra oferuje jednak także pojedynczym graczom możliwość wchodzenia na coraz to wyższe poziomy.
Poza tym każdy gracz ma możliwość gry o Jackpota w maksymalnej kwocie 10000 euro podczas specjalnie do tego celu przygotowanej bitwy Jackpot. Bitwa odbywa się na specjalnie do tego przygotowanej mapie, tzw. mapie bitwy Jackpot. Jackpot napełniany jest przez gracza (na swoim koncie) podczas zbierania przedmiotów dryfujących podczas gry. Jeżeli gracz wygra bitwę Jackpot, ale na swoim koncie nie miał 10000 euro, otrzymuje jedynie tyle euro, ile Jackpot euro zdołał zebrać podczas gry.

## Koszt gry
Gra jest darmowa, jednak różne przedmioty w grze takie jak np. statki, broń, wyposażenie oraz amunicja, mogą być kupowane w grze za „helix“. Gracze mogą kupować helix za złotówki (PLN) lub też otrzymują helix za przeróżne zadania lub zbierają go w grze. Poza tym gracze mogą licytować elitarne przedmioty na wirtualnym bazarze w grze za tzw. „selum”, przez co nie ponoszą żadnych kosztów, ponieważ selum to druga waluta w grze, której nie można kupić, a jedynie otrzymuje się ją za różnorodne zadania, zestrzelenia NPC, wykonywanie misji lub za handel towarami w grze. Gracz ma poza tym możliwość szybszej naprawy swojej łodzi podwodnej oraz uzyskania dodatkowych korzyści w grze, jeśli kupi Premium na swoje konto: na sześć lub dwanaście miesięcy. Dodatkowo do dyspozycji gracza, za opłatą, dostępnych jest wiele specjalnych pakietów.

## Technologia
Klient gry Deepolis opiera się w całości na technologii Adobe Flash, przez co grać można w tę grę na każdej dostępnej obecnie przeglądarce internetowej.